# Entodon plumosus
Entodon plumosus är en bladmossart som beskrevs av C. Müller 1901. Entodon plumosus ingår i släktet Entodon och familjen Entodontaceae. Inga underarter finns listade i Catalogue of Life.